# Arménien
Cette page contient des caractères spéciaux ou non latins. S’ils s’affichent mal (▯, ?, etc.), consultez la page d’aide Unicode.
Cet article concerne la langue arménienne. Pour le peuple arménien, voir Arméniens.
L'arménien est une langue qui constitue à elle seule une branche de la famille des langues indo-européennes, étant seule de cette famille à être plus agglutinante que flexionnelle. 
L'arménien classique (ou grabar : en arménien Գրաբար, littéralement « langue écrite ») est attesté à partir du Ve siècle et véhicule une riche littérature théologique, historique, poétique, mystique et épique.
Aujourd'hui coexistent l'arménien oriental, langue officielle de la république d'Arménie, parlée par les habitants de l'Arménie et par les communautés arméniennes d'Iran et de Russie, et l'arménien occidental, parlé par la diaspora arménienne. 2 960 000 personnes le parlent en Arménie en 2013, pour un total de 3 843 000 dans le monde.
L'arménien présente des ressemblances nombreuses avec le grec ancien (parallèles étymologiques, utilisation de l'augment, traitement particulier des laryngales de l'indo-européen, etc.), comme l'a souligné le linguiste français Antoine Meillet. D'autre part, les consonnes du proto-arménien ont connu la première mutation consonantique (loi de Grimm), ce qui le rapproche plus des langues germaniques pour sa physionomie phonologique.
L'arménien s'écrit au moyen d'un alphabet spécifique créé au Ve siècle.

## Histoire de la langue

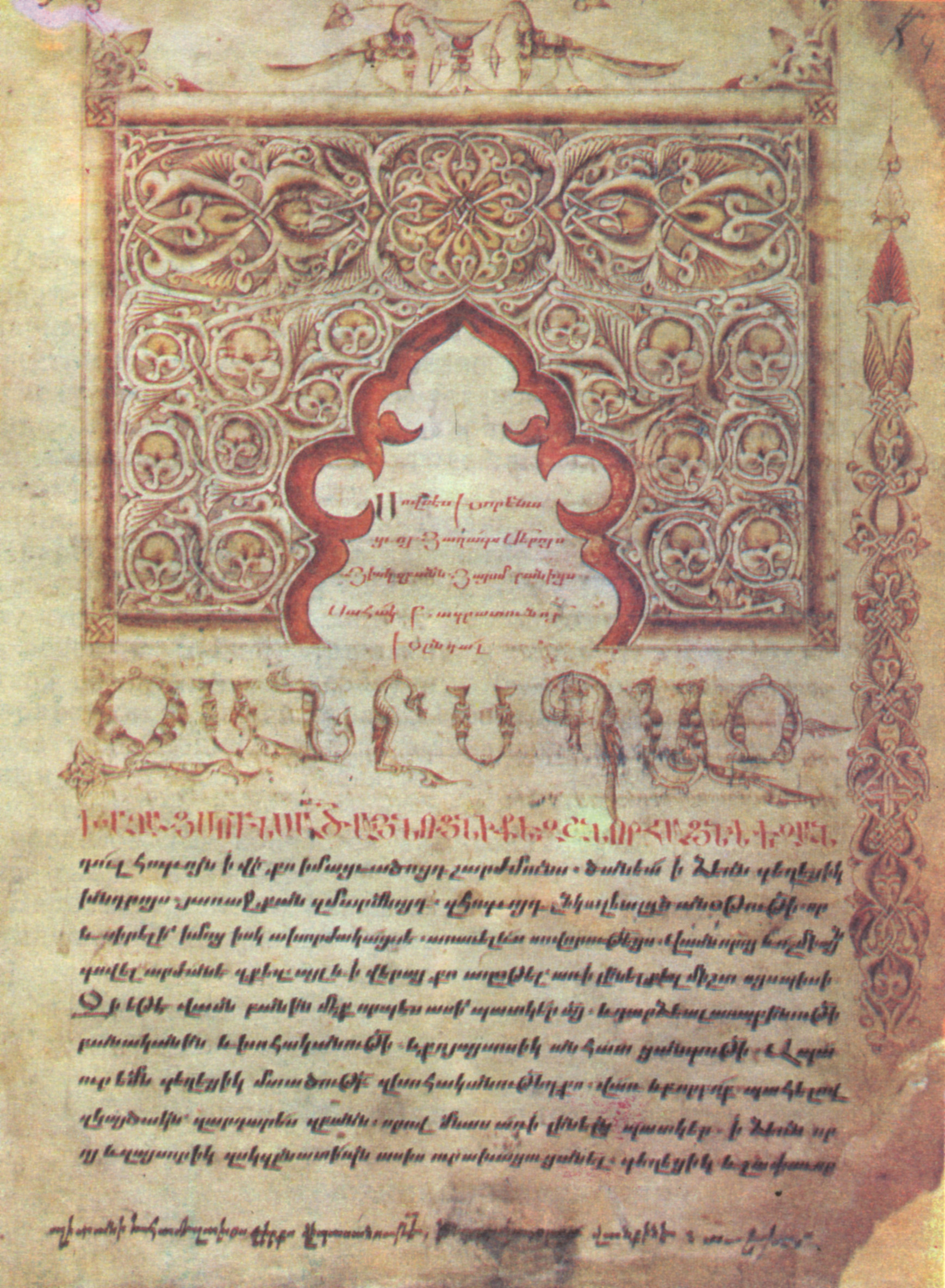
Manuscrit arménien.

### Classification et origine
La langue arménienne appartient à la famille des langues indo-européennes tout comme le français. Voici une courte liste de mots ayant une racine commune avec le latin et le grec.
| Français | Arménien       | Correspondant latin | Correspondant grec | Forme supposée en PIE |
| -------- | -------------- | ------------------- | ------------------ | --------------------- |
| nuage    | ամպ (amp)      | nimbus, i           | νέφος, νέφους      | *né-(n)-bʰos          |
| lumière  | լույս (louys)  | lux, lucis          | λευκός, « blanc »  | *leu̯k-                |
| cheval   | ձի (dzi)       | equus, i            | ῐ̔́ππος, ῐ̔́ππου       | *h₁éḱu̯os              |
| mère     | մայր (mayr)    | mater, ris          | μήτηρ, μητερός     | *méh₂tēr              |
| ours     | արջ (ardš)     | ursus, i            | ἄρκτος, ἄρκτος     | *h₂ŕ̥tḱos              |
| lune     | լուսին (lusin) | luna, ae            | σελήνη             | *lou̯k-s-neh₂          |
| orphelin | որբ (vorb)     | orbus, i            | ὀρφανός, ὀρφανoυ   | *h₃erbʰ-              |
| cœur     | սիրտ (sirt)    | cor, dis            | καρδίᾱ, καρδίας    | *ḱḗr / *ḱr̥d-          |

### Éléments de grammaire
On trouvera ci-après quelques caractéristiques grammaticales générales de l'arménien.
L'ordre des mots est en général de type SVO (sujet - verbe - objet) mais reste assez libre. L'attribut se place entre le sujet et le verbe.

### Ponctuation et intonation
Le double point [ : ] équivaut au point final du français, mais concerne aussi les phrases exclamatives ou interrogatives. Le point [ . ] équivaut au point-virgule ou au deux-points du français. La virgule [ , ] s'utilise comme en français. L'apostrophe [ ' ] se place devant un mot ou un groupe de mots qu'il met en relief. Les signes d'interrogation et d'exclamation, qui ont des formes propres, se placent sur la dernière syllabe du mot concerné. Le chécht se place sur la dernière syllabe d'un mot mis en apostrophe ou en relief.
L'accent tonique se trouve toujours sur la dernière syllabe du mot, avant le e final éventuel.

### Le nom et l'adjectif
Il n'y a pas de genre grammatical féminin ou masculin en arménien. La déclinaison des noms comprend 6 à 8 cas grammaticaux, selon les points de vue :
- le cas direct réunit le nominatif et l'accusatif ;
- le génitif ;
- le datif est identique au génitif ;
- l'ablatif ;
- l'instrumental ;
- le locatif.

Seuls le cas direct et le datif peuvent avoir l'article défini en fin de mot ; l'article défini s'applique également aux noms propres.
Il existe sept types de déclinaisons, qui se partagent en deux catégories :
- déclinaisons intérieures (présence au génitif et au datif d'une voyelle différente de celle du cas direct) ;
- déclinaisons extérieures (désinences s'ajoutant à la dernière lettre du mot).

Deux noms ont une déclinaison particulière : aghtchik (« fille ») et sér (« amour »).
L'arménien utilise des prépositions, mais aussi un grand nombre de postpositions ; les unes et les autres régissent des cas particuliers.
L'adjectif ne s'accorde pas avec le nom.

### Le verbe
Il existe quatre groupes de verbes :
- groupe I : les verbes en -ել [-él] (exemple : խմել - khemél, « boire ») ;
- groupe II : les verbes en -իլ [-il] (exemple : խօսիլ - khosil, « parler ») ;
- groupe III : les verbes en -ալ [-al] (exemple : կարդալ - kardal, « lire »).
- groupe IV : les verbes en -ուլ [-oul] (exemple : թողուլ - toghoul, « laisser »).

L'arménien oriental a fusionné les groupes I, II et IV. Il n'utilise plus les suffixes [-il]  et [-oul]  ; խօսիլ (khosil), par exemple, devient donc խօսել (khosél) et թողուլ devient թողնել (toghnél).
Le pronom personnel sujet n'est pas indispensable devant le verbe.
L'arménien connaît les modes personnels : indicatif, subjonctif, obligatif et impératif, plus l'infinitif, le participe (passé, présent et futur) et le concomitant, qui exprime une action accessoire à celle du verbe principal.
Les temps sont voisins de ceux du français. Il n'existe pas de passé antérieur ni de futur antérieur, mais on trouve un passé et un futur de probabilité. L'obligatif présente un passé et un parfait. Les six personnes sont les mêmes qu'en français.
Les temps composés se forment avec le verbe auxiliaire ém (« je suis »). L'auxiliaire suit normalement la base, mais il la précède si le verbe est négatif ou si l'on veut mettre en relief un terme de la phrase situé avant le verbe. Il existe deux autres verbes « être », l'un signifiant « être habituellement » et dont les formes complètent celles de ém, l'autre signifiant « exister », « être (là) ».
Le causatif est marqué par un suffixe placé avant la terminaison de l'infinitif, et le passif par l'insertion d'un [v] entre le radical et la désinence.
Le verbe s'accorde en personne et en nombre avec le sujet ; dans les temps composés, c'est l'auxiliaire qui s'accorde.
D'une façon générale, l'arménien préfère le participe, l'infinitif ou le concomitant aux propositions relatives ou conjonctives.

## Différentes formes d'arménien
L'arménien oriental et l'arménien occidental sont, normalement, mutuellement intelligibles pour des utilisateurs instruits ou alphabétisés, tandis que les utilisateurs analphabètes ou semi-alphabètes auront des difficultés à comprendre l'autre variante. Ci-dessous quelques exemples de différences de phonologie.
| Arménien oriental | Arménien occidental |
| ----------------- | ------------------- |
| «b»               | «p»                 |
| «g»               | «k»                 |
| «d»               | «t»                 |
| «dj»              | «tch»               |

## Arméniens dans le monde
| Pays         | locuteurs arméniens | dialecte |
| ------------ | ------------------- | -------- |
| Arménie      | 2 960 000           | est      |
| Russie       | 508 000             | est      |
| Liban        | 336 000             | ouest    |
| États-Unis   | 239 000             | ouest    |
| Argentine    | 149 000             | ouest    |
| Géorgie      | 145 000             | ouest    |
| Azerbaïdjan  | 120 000             | est      |
| Iran         | 111 000             | est      |
| Turkmenistan | 84 000              | ouest    |
| France       | 70 000              | ouest    |
| Irak         | 70 000              | ouest    |
| Turquie      | 67 300              | ouest    |
| Ouzbékistan  | 65 700              | ouest    |
| Syrie        | 60 000              | ouest    |
| Ukraine      | 50 400              | ouest    |
| Brésil       | 47 000              | ouest    |
| Canada       | 44 500              | ouest    |
| Allemagne    | 26 800              | ouest    |
| Grèce        | 2 000               | ouest    |
| Kazakhstan   | 16 000              | ouest    |
| Espagne      | 12 000              | ouest    |
| Australie    | 11 000              | ouest    |
| Kuwait       | 10 600              | ouest    |
| Jordanie     | 10 000              | ouest    |

## Dialectes avant le génocide
En 1909, le linguiste arménien Hratchia Adjarian a proposé dans sa Classification des dialectes arméniens une répartition des dialectes arméniens en trois branches :
- branche de -um[7] :
  1. dialecte d'Erevan,
  2. dialecte de Tiflis,
  3. dialecte du Karabagh,
  4. dialecte de Šamaxa,
  5. dialecte d'Astraxan,
  6. dialecte de Djoulfa,
  7. dialecte d'Agulis ;
- branche de -gə[8] :
  1. dialecte d'Erzeroum,
  2. dialecte de Muš,
  3. dialecte de Van,
  4. dialecte de Diarbékir,

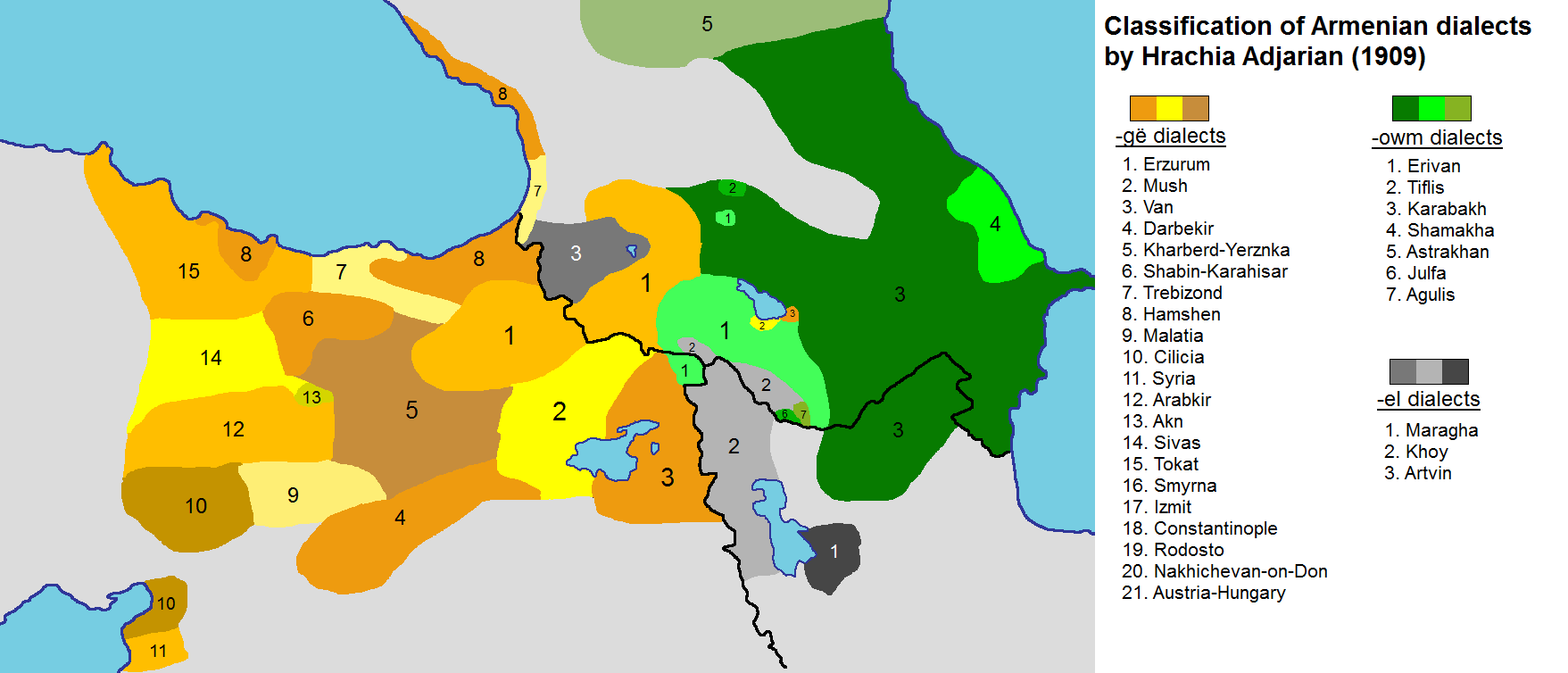
Répartition des dialectes arméniens : dans les tons verts, la branche de -um ; dans les tons jaune-orangé-brun, la branche de -gə ; et dans les tons gris, la branche de -el.

  5. dialecte de Kharput et d'Erzinghian,
  6. dialecte de Šabin-Kara-Hissar,
  7. dialecte de Trébizonde,
  8. dialecte de Hamšen,
  9. dialecte de Malatia,
  10. dialecte de Cilicie,
  11. dialecte de Syrie,
  12. dialecte d'Arabkir,
  13. dialecte d'Akn,
  14. dialecte de Sivas,
  15. dialecte de Tokat,
  16. dialecte de Smyrne,
  17. dialecte d'Ismidt,
  18. dialecte de Constantinople,
  19. dialecte de Rodosto,
  20. dialecte de Nakhitchevan-sur-le-Don,
  21. dialecte d'Autriche-Hongrie ;
- branche de -el[9] :
  1. dialecte de Maragha,
  2. dialecte de Xoy,
  3. dialecte d'Artwin.

## Linguistique arménienne
Les plus grandes figures de la linguistique arménienne (par ordre chronologique) :
- Marie-Félicité Brosset (1798-1880)
- Julius Heinrich Petermann (1801-1876)
- Johann Heinrich Hübschmann (1848-1908)
- Stepan Malkhasyants (1857-1947)
- Antoine Meillet (1866-1936)
- Frédéric Macler (1869-1938)
- Hratchia Adjarian (1876-1953)
- Frédéric-Armand Feydit (1908-1991)
- Jean-Pierre Mahé (1944)
- Charles de Lamberterie (1945)
- Agnès Ouzounian[10], fille de Jean-Jacques Varoujean (Ouzounian, 1927-2005)